# Giro di Campania 1913
Il Giro di Campania 1913, seconda edizione della corsa, si svolse dal 18 al 20 luglio 1913 su un percorso di 602 km, suddiviso su 3 tappe. La vittoria fu appannaggio dell'italiano Giuseppe Pifferi che precedette i connazionali Ezio Cortesia e Umberto Romano.

## Tappe
| Tappa  | Data      | Percorso            | km  | Vincitore di tappa | Leader cl. generale |
| ------ | --------- | ------------------- | --- | ------------------ | ------------------- |
| 1ª     | 18 luglio | Napoli > Benevento  | 241 | Giuseppe Pifferi   | Giuseppe Pifferi    |
| 2ª     | 19 luglio | Benevento > Potenza | 183 | Giuseppe Pifferi   | Giuseppe Pifferi    |
| 3ª     | 20 luglio | Potenza > Napoli    | 178 | Giuseppe Pifferi   | Giuseppe Pifferi    |
| Totale | Totale    | Totale              | 603 |                    |                     |

## Classifiche finali

### Classifica generale
| Pos. | Corridore        | Squadra        | Tempo |
| ---- | ---------------- | -------------- | ----- |
| 1    | Giuseppe Pifferi | Peugeot-Wolber | ?     |
| 2    | Ezio Cortesia    | -              | ?     |
| 3    | Umberto Romano   | -              | ?     |